# Phyxelida makapanensis
Phyxelida makapanensis és una espècie d'aranyes araneomorfes de la família dels fixelídids (Phyxelididae). Fou descrit per primera vegada l'any 1894 per Eugène Simon.
Aquesta espècie és endèmica de Sud-àfrica. Es troba dins coves al Mpumalanga, a la província de Limpopo, a Sud-àfrica.
El mascle descrit per Griswold l'any 1990 mesura 4,50 mm i la femella 5,63 mm.

## Etimologia
El seu nom d'espècie està compost de la paraula makapan i del sufix llatí -ensis («que viu a, que viu»), i li ha estat donat en referència al lloc de la seva descoberta, la zona de Makapansgat a Limpopo.